# Syndrome de Mowat-Wilson
Le syndrome de Mowat-Wilson associe un faciès caractéristique, une maladie de Hirschsprung, des anomalies génitales et des malformations cardiaques (artère pulmonaire et de l'appareil valvulaire), une agénésie du corps calleux, des anomalies oculaires, un retard mental, des troubles importants de l'élocution et moins important de l'audition, une épilepsie, un retard de croissance avec microcéphalie et une constipation chronique chez les individus n'ayant pas la maladie de Hirschsprung.

## Sources
- (en) Margaret P Adam, Lora JH Bean, Vanessa Rangel Miller, Mowat-Wilson Syndrome in GeneTests: Medical Genetics Information Resource (database online). Copyright, University of Washington, Seattle. 1993-2007